# 大卫·J·黑尔
大卫·J·黑尔（1967年6月30日—）是一位美国联邦法官，现为美国肯塔基西区联邦地区法院法官，曾任肯塔基西区的美国联邦检察官。